# Pentesileia

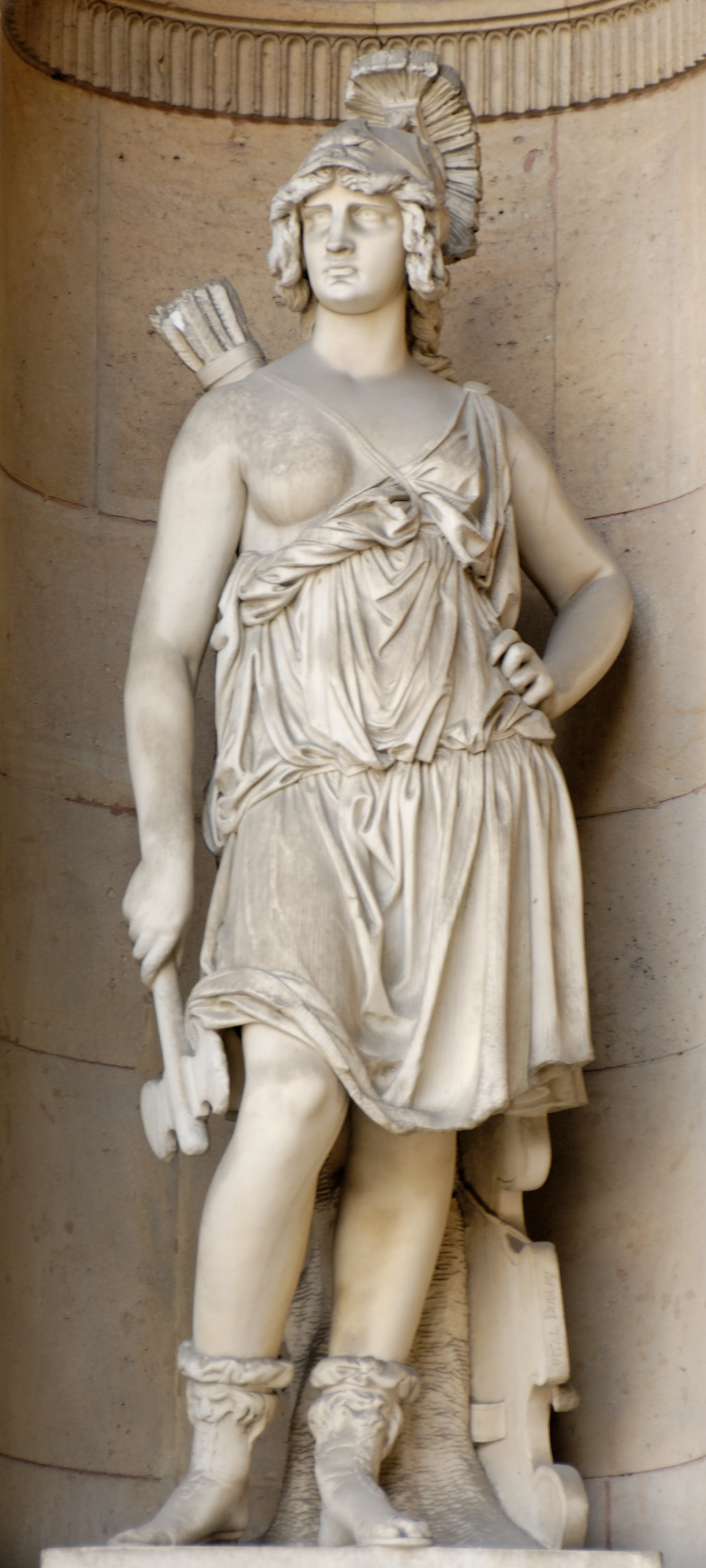
Pentesileia (1862)
Por Gabriel-Vital Dubray (1813-1892). Fachada leste do Cour Carrée no Palácio do Louvre, Paris

Na mitologia grega, Pentesileia foi uma rainha amazona, filha de Ares e Otrera, e irmã de Hipólita, Antíopa e Melanipe.
O Pseudo-Apolodoro diz como Pentesileia entrou na Guerra de Troia: Pentesileia e sua irmã Hipólita estavam caçando quando aquela acidentalmente matou Hipólita com sua lança. O acidente causou tanta dor em Pentesileia que ela tinha vontade de morrer, mas como uma guerreira amazona tinha que fazê-lo em batalha. Dessa forma ela foi facilmente convencida a entrar na Guerra de Troia.

## Pentesileia nos poemas
Alguns escritos narram a entrada de Pentesileia na Guerra de Troia:
"Esses foram os jogos funerais de Heitor. E agora chegou uma Amazona, a grande filha do coração do homem — degolado Ares."
"Agora eles dizem que foi Pentesileia das Amazonas para ganhar distinção de bravura e que, para o futuro da corrida diminuída cada vez mais e, em seguida, perdeu toda a sua força, consequentemente, em tempos mais tarde, sempre que qualquer escritores recontar sua valentia, os homens consideram o histórias antigas sobre as Amazonas a serem contos fictícios ". (Diodoro Sículo, ii. 46).

## Morte de Pentesileia
Segundo a maioria das histórias, Pentesileia foi morta por Aquiles , que se apaixonou por ela após a morte da Amazona, além de matar Tersites, um grego deformado, por este ter zombado do amor necrófilo do pelida.
Segundo a tragédia Pentesileia, de Heinrich von Kleist, que encontra-se traduzida para o português  por Roberto Machado e Robert Weisshaupt, foi Pentesileia quem matou Aquiles, e se matou logo após, pois eles se amaram.